# Bauernring

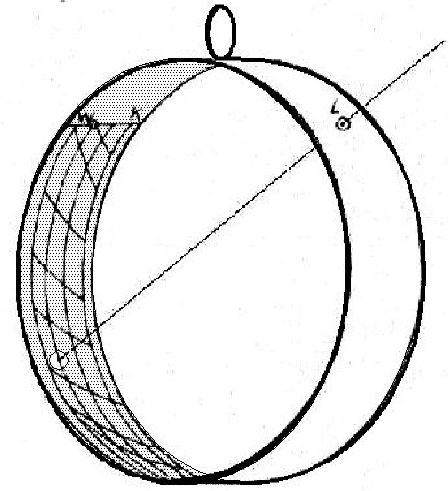
Bauernring aus dem 15. Jahrhundert

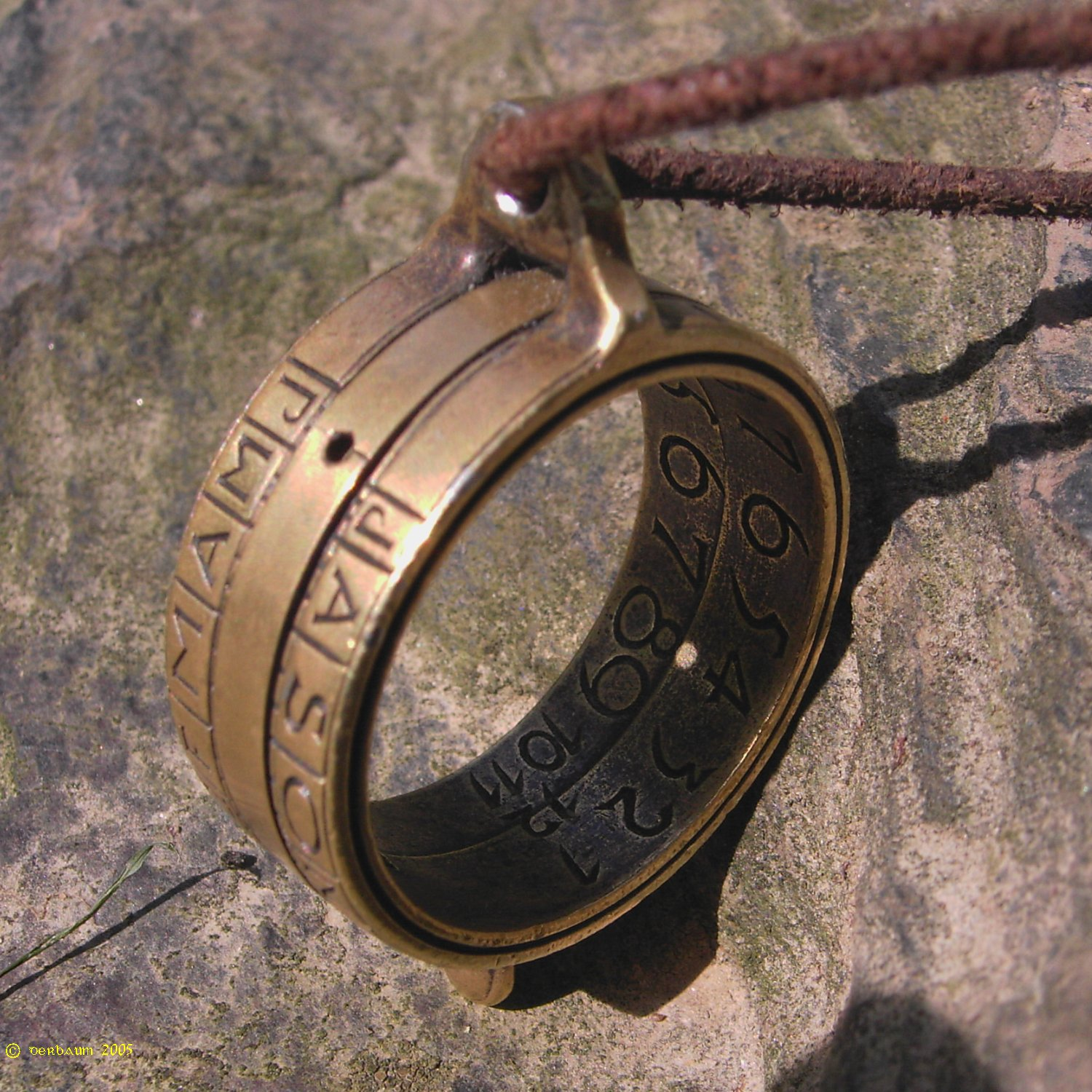
Bauernring von 1721 (Replik) mit drehbarem Loch-Ring

Der Bauernring (auch: einfacher Sonnenring oder einfache Ringsonnenuhr) ist eine am Finger oder in größerer Auslegung an einer Kette am Hals tragbare Höhensonnenuhr. Er ist seit dem 15. Jahrhundert (Regiomontanus) bekannt.
Sein Zifferblatt befindet sich auf der inneren Ringfläche. Zeiger ist das Bild der Sonne, das mittels eines im Ring angebrachten Loches entsteht. Zum Ablesen der Tageszeit muss die Jahreszeit (Deklination der Sonne) bekannt sein. Die innere Ringfläche ist dafür zusätzlich mit Deklinationslinien versehen. Diese sind Kreise um die Ringachse.
Zum Ablesen der Zeit wird der Bauernring an seiner außen angebrachten Öse aufgehängt und so um die Vertikale gedreht, dass der Lichtfleck auf den gültigen Deklinationskreis fällt (siehe linke Abbildung).
Ein Bauernring oder einfacher Sonnenring ist immer nur auf einer Polhöhe bzw. einem Breitengrad zu benutzen.
Neuere Varianten bestehen aus zwei konzentrischen Ringen. Der Ring mit dem Loch wird gegen den Hauptring entsprechend der Jahreszeit (Monats-Skala) eingestellt und die Tageszeit auf einer ganzjährig gültigen Stunden-Skala abgelesen. Weil diese vereinfachte Methode nicht ganz exakt ist, wird eine grobe, lediglich aus Stunden-Zahlen bestehende Skala benutzt (siehe rechte Abbildung).